# Armistice
Pour les articles homonymes, voir Armistice (homonymie).
Ne doit pas être confondu avec Traité de paix, Reddition (militaire) ou Capitulation.

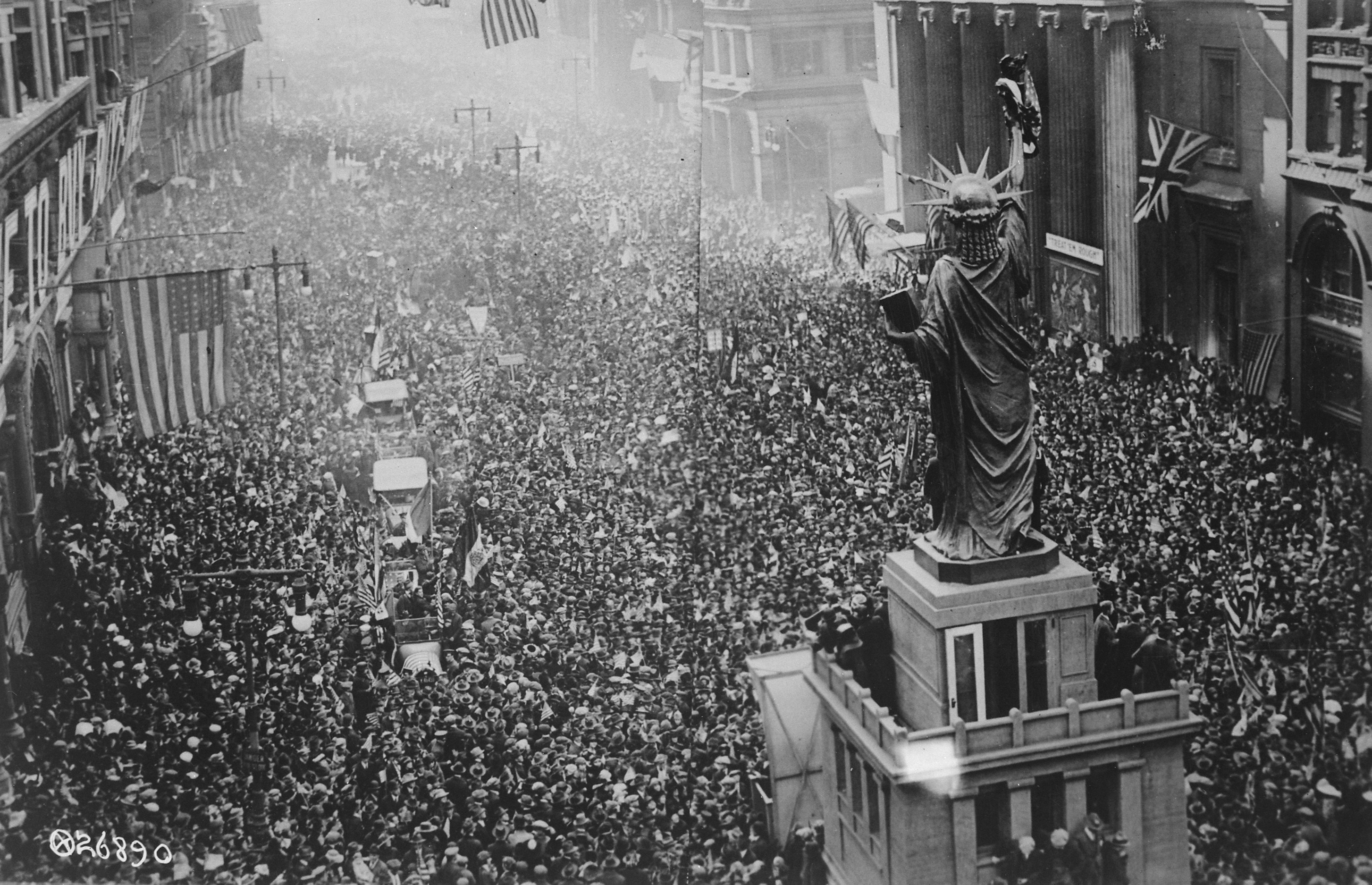
L'annonce de l'armistice du 11 novembre 1918 à l'occasion d'une fête à Philadelphie.

Un armistice est une convention signée par au moins deux gouvernements mettant fin à des hostilités entre armées en temps de guerre. C’est le jour qui marque officiellement la fin des combats. Il est souvent considéré comme une fête nationale pour les pays sortis vainqueurs d’un conflit armé. C’est une suspension des hostilités après un accord entre les belligérants. Il est différent d’un traité de paix⁣⁣⁣, qui est un traité proclamant la fin d'une guerre et contenant généralement des contreparties réciproques pour les anciens belligérants, et d'une capitulation. Mettant fin officiellement aux combats, un armistice permet au pays demandeur d’avoir un traité de cessez-le-feu. Les termes de l’armistice peuvent être très humiliants, en obligeant par exemple le vaincu à céder des territoires ou à rembourser les dégâts occasionnés durant la guerre.

## Différence entre armistice et capitulation
L'armistice et la capitulation mettent fin aux combats, mais la signification et les conséquences en sont différentes. Chaque cas est particulier, mais on peut quand même dégager quelques traits significatifs.
L'armistice est un cessez-le-feu, de durée négociée et éventuellement prolongeable ; suivant la tournure prise par les négociations de paix, soit le cessez-le-feu est levé à l'issue du délai fixé, soit un traité préliminaire de paix est signé, le traité définitif intervenant ultérieurement.
La capitulation est une décision militaire, reconnaissance d'une défaite majeure. Cette décision peut être prise par un chef d'armée et est lourde de conséquence pour l'armée concernée (mise hors de combat), pour le territoire voire le pays, et pour le chef qui capitule. La capitulation peut être considérée comme un acte de trahison, puni de mort. La capitulation transfère le pouvoir à l'armée ennemie sur le territoire concerné, qui peut aller d'une ville (capitulation d'une garnison) au pays tout en passant par une province (comme la capitulation de Montréal). Les vainqueurs peuvent organiser leur administration à leur guise. Sur le plan de la politique intérieure du vaincu, la responsabilité de l'armée perdante est symboliquement engagée.
L'armistice est une décision politique. L'armée est toujours en état ou en train de combattre (au moins officiellement et théoriquement). C'est la négociation politique qui fixe le résultat (selon que l'armistice est offert ou demandé, les conditions de l'armistice…). Même si la situation militaire est telle que tout ou partie du territoire est occupé par l'ennemi, il reste théoriquement sous administration du vaincu (sous réserve des pressions et des exigences de l'occupant, évidemment). En outre, alors qu'une capitulation implique nécessairement qu'il y a un vaincu, un armistice est possible entre belligérants dont aucun n'emporte la décision.
Ainsi, pour résumer, la capitulation transfère le pouvoir politique du vaincu à l'armée ennemie. L'armistice ne change pas les pouvoirs internes (mais change bien sûr les rapports de force, tant vis-à-vis des autres belligérants qui peuvent imposer leurs souhaits par la force, qu'en interne, pouvant conduire à des révolutions ou des coups d'État).
Par exemple, lorsqu'en 1918, la défaite militaire des Puissances centrales fut claire (mais non encore entièrement consommée, l'armée allemande pouvait encore se battre), le choix de l'armistice permit d'éviter encore de nombreuses victimes et destruction. Cela laissa le champ libre à la rhétorique du « coup de poignard dans le dos » de l'armée allemande par certains politiciens nationalistes et divers révolutionnaires.
De même, lorsqu'en 1940 la défaite militaire de la France en métropole fut claire, il y eut débat sur la réponse à donner, repli sur l'empire, qui aurait, en pratique, mis fin aux combats, demande d'armistice ou capitulation. Les militaires, emmenés par Maxime Weygand et Philippe Pétain, étant de ceux qui préféraient l'armistice. Ainsi, la France conserva son administration et un gouvernement autonome (quoique sous influence allemande évidemment) et fut globalement divisée en deux avec : une zone occupée par l'armée allemande et une zone libre gardant le contrôle sur l'Afrique du Nord (jusqu'à l'opération Torch, en novembre 1942), contrairement aux Pays-Bas, dont le pays vécut sous administration directe allemande.
Il ne faut cependant pas exagérer la portée de la distinction : la forme (armistice ou capitulation) que peut prendre la soumission du vaincu au vainqueur compte bien moins que les rapports de forces politiques, militaire et diplomatique. Tels qu'ils transparaissent dans les clauses de la convention ou dans les modalités de son application.

## Quelques armistices
- 4 juin 1813 : armistice de Pleiswitz. Napoléon signe à Pleiswitz, le 4 juin 1813, un armistice jusqu’au 20 juillet.
- 28 janvier 1871 : armistice franco-allemand qui marque la fin de la guerre de 1870 et entraîne la Commune de Paris
- Première Guerre mondiale :
  - 29 septembre 1918 : armistice de Thessalonique entre les Alliés et le royaume de Bulgarie mettant fin au conflit sur le front d’Orient
  - 30 octobre 1918 : armistice de Moudros entre les Alliés et l'Empire ottoman (Turquie) allié de l'Allemagne
  - 3 novembre 1918 : armistice de Padoue entre l'Italie et l'Autriche-Hongrie alliée de l'Allemagne
  - 11 novembre 1918 : armistice de 1918 entre les Alliés et l’Allemagne signé dans la clairière de Rethondes à Compiègne (d’où son nom dans le monde anglophone d’armistice of Compiègne) dans le wagon-salon du maréchal Foch qui sera appelé par la suite wagon de l’Armistice. Il est conclu pour une durée de 36 jours mais sera régulièrement renouvelé jusqu’au traité de paix de Versailles le 28 juin 1919[2].
- Seconde Guerre mondiale :
  - 22 juin 1940 : armistice entre la France et l'Allemagne entre la France représentée par le général Huntziger pour Pétain et le général Keitel pour l’Allemagne d’Adolf Hitler. Ce dernier exige qu’il soit signé dans la clairière de Rethondes dans le wagon de l’Armistice de 1918 (Second Compiègne en anglais). Il sera d'ailleurs présent à la signature. La convention d'armistice était valable jusqu'à la conclusion du traité de paix qui ne vint jamais.
  - 24 juin 1940 : armistice entre la France et l’Italie, signé à Rome.
  - 3 septembre 1943 : armistice de Cassibile ou armistice court, armistice secret entre les Italiens et les Alliés, rendu public le 8.
  - 19 septembre 1944 : armistice de Moscou, entre la Finlande et l’URSS mettant fin à la guerre de Continuation
- Après 1945 :
  - 1949 : accords d’armistice israélo-arabes de 1949 mettant fin à la guerre de Palestine de 1948 (signés à différentes dates avec chaque pays arabe engagé dans le conflit et Israël entre février et juillet 1949)
  - 27 juillet 1953 : armistice de Panmunjeom signé entre la Corée du Nord et la Corée du Sud mettant fin à la guerre de Corée
  - 20 juillet 1954 : armistice entre la France et le nord Viêt Nam mettant fin à la guerre d’Indochine